# Resolutie 1263 Veiligheidsraad Verenigde Naties
Resolutie 1263 van de Veiligheidsraad van de Verenigde Naties werd unaniem door de VN-Veiligheidsraad aangenomen op 13 september 1999.

## Achtergrond
Begin jaren 1970 ontstond een conflict tussen Spanje, Marokko, Mauritanië en de Westelijke Sahara zelf over de Westelijke Sahara, een gebied dat tot dan in Spaanse handen was. Marokko legitimeerde zijn aanspraak op basis van historische banden met het gebied. Nadat Spanje het gebied opgaf bezette Marokko er twee derde van. Het land is nog steeds in conflict met Polisario dat met steun van Algerije de onafhankelijkheid blijft nastreven. Begin jaren 1990 kwam een plan op tafel om de bevolking van de Westelijke Sahara via een volksraadpleging zelf te laten beslissen over de toekomst van het land. Het was de taak van de VN-missie MINURSO om dat referendum op poten te zetten. Het plan strandde later echter door aanhoudende onenigheid tussen de beide partijen waardoor ook de missie nog steeds ter plaatse is.

## Inhoud
De Veiligheidsraad:
- Herinnert aan de vorige resoluties over de Westelijke Sahara.
- Verwelkomt het rapport van de secretaris-generaal met opmerkingen en aanbevelingen.
- Verwelkomt ook de hervatting van het identificatieproces van kiezers.

1. Besluit het mandaat van MINURSO te verlengen tot 14 december om de identificaties te voltooien.
2. Vraagt secretaris-generaal Kofi Annan om elke 45 dagen te rapporteren over belangrijke ontwikkelingen in verband hiermee.
3. Vraagt ook tegen het einde van het mandaat een beoordeling te maken van de genomen stappen om het beroepsproces te voltooien, de voorbereiding van de repatriëring van vluchtelingen en het begin van de overgangsperiode.
4. Besluit om op de hoogte te blijven.

## Verwante resoluties
- Resolutie 1235 Veiligheidsraad Verenigde Naties
- Resolutie 1238 Veiligheidsraad Verenigde Naties
- Resolutie 1282 Veiligheidsraad Verenigde Naties
- Resolutie 1292 Veiligheidsraad Verenigde Naties (2000)

Lijst ·  1220 ·  1221 ·  1222 ·  1223 ·  1224 ·  1225 ·  1226 ·  1227 ·  1228 ·  1229 ·  1230 ·  1231 ·  1232 ·  1233 ·  1234 ·  1235 ·  1236 ·  1237 ·  1238 ·  1239 ·  1240 ·  1241 ·  1242 ·  1243 ·  1244 ·  1245 ·  1246 ·  1247 ·  1248 ·  1249 ·  1250 ·  1251 ·  1252 ·  1253 ·  1254 ·  1255 ·  1256 ·  1257 ·  1258 ·  1259 ·  1260 ·  1261 ·  1262 ·  1263 ·  1264 ·  1265 ·  1266 ·  1267 ·  1268 ·  1269 ·  1270 ·  1271 ·  1272 ·  1273 ·  1274 ·  1275 ·  1276 ·  1277 ·  1278 ·  1279 ·  1280 ·  1281 ·  1282 ·  1283 ·  1284